# Lascoria paulensis
Lascoria paulensis är en fjärilsart som beskrevs av William Schaus 1906. Lascoria paulensis ingår i släktet Lascoria och familjen nattflyn. Inga underarter finns listade i Catalogue of Life.